# Saint-Léger-de-Peyre
Saint-Léger-de-Peyre è un comune francese di 179 abitanti situato nel dipartimento della Lozère nella regione dell'Occitania.

## Società

### Evoluzione demografica
Abitanti censiti